# 铋化氢
鉍化氢又稱䏟，是由鉍和氫組成，化學式為BiH3的化合物。鉍化氢是所有結構和氨同為XH3的化合物中，分子量最大的一個。鉍化氢不穩定，即使在零下45攝氏度，仍然會分解為鉍和氫氣。鉍化氢为三角锥结构，H–Bi–H 键角大約为 90°。

## 製備及性質
BiH3 可由甲基鉍 BiH2Me 重新分配原子而成：
3 BiH2Me →  2 BiH3  +  BiMe3
而反應物甲基鉍本身也不穩定，是由LiAlH4還原BiCl2Me而產生。
鉍化氫的化學性質和砷化氫、銻化氫很類似。元素鉍和氫氣較鉍化氫穩定，因此鉍化氫會依以下的方式分解：
2 BiH3   →  3 H2  +  2 Bi  (ΔHf'ogas = −278 kJ/mol)
用來檢測砷、銻的马氏试砷法（参见锑化氢）也同樣可以檢測鉍化氫的存在。此測試主要是依此三種氫化物熱分解，產生鏡面程度的不同來區別。而依其產生的鏡面溶解度的不同，也可以區別是哪一種元素：砷會溶於次氯酸、銻會溶於多硫化銨（ammonium polysulfide）、而鉍對兩者均沒有反應。